# Francesco Alciati

Epitaph des Kardinals in der Kirche 'Santa Maria degli Angeli' in Rom

Francesco Alciati (* 2. Februar 1522 in Mailand; † 20. April 1580 in Rom) war ein Kardinal der Katholischen Kirche. Alciati war ein Verwandter, nicht jedoch Neffe, wie bisweilen zu lesen ist, des Humanisten Andrea Alciati und wurde dessen Erbe und Nachfolger an der Universität Pavia von 1550 bis 1560.
Er studierte in Bologna, wo er auch bei Ugo Boncompagni hörte, der gleichzeitig mit ihm zum Kardinal ernannt wurde. Nach dem Abschluss in beiden Rechten ging Alciati nach Pavia, wo er sich bei Andrea Alciato weiterbildete. Zu seinen Studienkollegen zählten Reginald Pole, Alessandro Farnese, Cristoforo Madruzzo und Otto Truchseß von Waldburg. In Pavia unterhielt Alciati freundschaftliche Beziehungen zu Girolamo Cardano, für dessen Berufung nach Bologna im Jahre 1562 er sich einsetzte und der ihm verschiedene Schriften widmete und den Kardinal zum Testamentsvollstrecker bestimmte. In Pavia unterrichtete Alciati Carlo Borromeo in Rechtswissenschaften und war einer seiner engsten Mitarbeiter. Alciati war Mitglied der römischen Kurie. Papst Pius IV. erhob ihn am 12. März 1565 zum Kardinal der Titelkirche Santa Susanna. Sein Grabmal befindet sich in der römischen Kirche Santa Maria degli Angeli.